# Копилефт

Развёрнутая латинская буква «c» в круге — символ копилефта, символ авторского права в зеркальном отражении. В отличие от символа авторского права, символ копилефта не имеет юридического значения

Значок, созданный некоммерческой организацией Creative Commons для иллюстрации одного из пунктов лицензии «CC Share-alike» — «распространение на тех же условиях» (похоже на «копилефт»)

Копилефт (англ. copyleft —  авторское лево) — лицензия, которая:
- позволяет использовать оригинальные (исходные) работы при создании новых (производных) работ без получения разрешения владельца авторского права;
- требует, чтобы два пункта этого списка присутствовали в лицензии производной работы.

Термин «copyleft» произошёл от термина «copyright» (см. ниже).
Используя «copyleft»-лицензии, авторы и правообладатели предоставляют права на распространение копий оригинального произведения и его изменённых версий. Авторы производного произведения обязаны распространять его с сохранением тех же самых прав, что и оригинальное произведение. В результате, использование «copyleft»-лицензии позволяет создавать свободное произведение.
Произведением может быть, например, компьютерная программа. В этом случае все изменённые и расширенные версии программы также обязаны быть свободными.
Традиционно авторы ограничивали свободу копирования своих произведений, и эти ограничения отражены в законах об авторском праве. «Copyleft»-лицензии были созданы для расширения прав и свобод людей без нарушения действующих законов. Правообладатели используют концепцию copyleft, чтобы у любого человека в мире было право использовать, изменять и распространять как исходное произведение, так и произведения, производные от него, и никто не мог бы ограничить это право.
Обычно «copyleft»-лицензия требует, чтобы все производные произведения распространялись под той же лицензией, что и оригинальное произведение. Для противодействия разнообразию лицензий иногда обеспечивается совместимость с «copyleft»-лицензиями, не полностью совместимыми по условиям.
«Copyleft»-лицензии созданы для распространения:
- программного обеспечения;
- информации;
- баз данных.

Слова «Share-alike» в названии лицензии «Creative Commons Attribution ShareAlike» говорят о том, что эта лицензия является «копилефт»-лицензией.

## Этимология
«Копилефт» (англ. copyleft) — сложное слово, образованное из двух слов:
- copy — экземпляр, копия.
- left — лево, левый.

Право копирования — одно из прав, предоставляемых автором произведения (одно из авторских прав) — по-английски называется «copyright», поэтому «copyleft» можно условно перевести как «авторское лево» (порой так и говорят — в противоположность термину «авторское право»). Здесь присутствует игра слов: «right» — омоним, в английском языке обозначающий:
- право в юридическом смысле;
- понятие «правый» (справа), указывающее на относительное пространственное расположение сторон.

Английское слово «left» переводится как «левый» («слева»), а также является причастием прошедшего времени от «leave» — «покинутый», «оставшийся», но слово «left» из «copyleft» не связано с глаголом «to leave». Также это может быть указателем на политическую направленность лицензии, ведь левые ("Left-wing") придерживаются идей общественной собственности, что в не меньшей степени относится и к интеллектуальной собственности.

## Истоки
Слово «copyleft» употреблялось задолго до появления лицензий с авторским левом и означало лишь насмешку над авторским правом — так, в Tiny BASIC 1976 года было написано «@COPYLEFT ALL WRONGS RESERVED».
Автором концепции «копилефта» — свободной вирусной лицензии, которая «заражает» производные работы — считается Ричард Столлман — американский программист, организатор и главный апологет движения за свободное ПО (СПО).
В понимании сторонников СПО идея «copyleft» состоит в том, что каждый, кто распространяет программу как с изменениями, так и без них, не вправе ограничивать свободу её дальнейшего распространения либо модификации. «Copyleft»-лицензия гарантирует, что каждый пользователь свободен в своих действиях. В этом, неюридическом, смысле «copyleft» является антонимом слову copyright.
Самой известной и распространённой «copyleft»-лицензией является GPL от проекта GNU.

## Символ
Символом «copyleft» является буква «c», записанная в зеркальном отражении по вертикальной оси внутри окружности (зеркальное отражение по вертикальной оси символа авторского права «©»). Символ не был доступен в стандарте Юникод до версии 11.0, но мог быть получен с использованием символа U+2184 ↄ latin small letter reversed c (HTML &#8580;) или более широкодоступного символа U+0254 ɔ latin small letter open o (HTML &#596;), заключённого в круглые скобки, либо же, если это поддерживается приложением, комбинируя один из этих символов с символом U+20DD ⃝ combining enclosing circle (HTML &#8413;).
С релизом версии 11.0 стал доступен символ U+1F12F 🄯 copyleft sign (HTML &#127279;).
Также символ копилефта может быть включён в HTML с помощью следующего кода (работает только для браузеров, которые полностью или экспериментально поддерживают свойство «трансформации» CSS3 или фильтр BasicImage от Microsoft’а):
```
<!--[if lte IE 8]>

<span style="

   filter: progid:DXImageTransform.Microsoft.BasicImage( rotation=2 );

   display: inline-block;

">

<![endif]-->

<
span
 
style
=
"

   -webkit-transform: scaleX(-1);

      -moz-transform: scaleX(-1);

        -o-transform: scaleX(-1);

    -khtml-transform: scaleX(-1);

       -ms-transform: scaleX(-1);

           transform: scaleX(-1);

   display: inline-block;

"
>

	
&copy;

</
span
>

<!--[if lte IE 8]>

</span>

<![endif]-->

```